# Registratur (Akten)

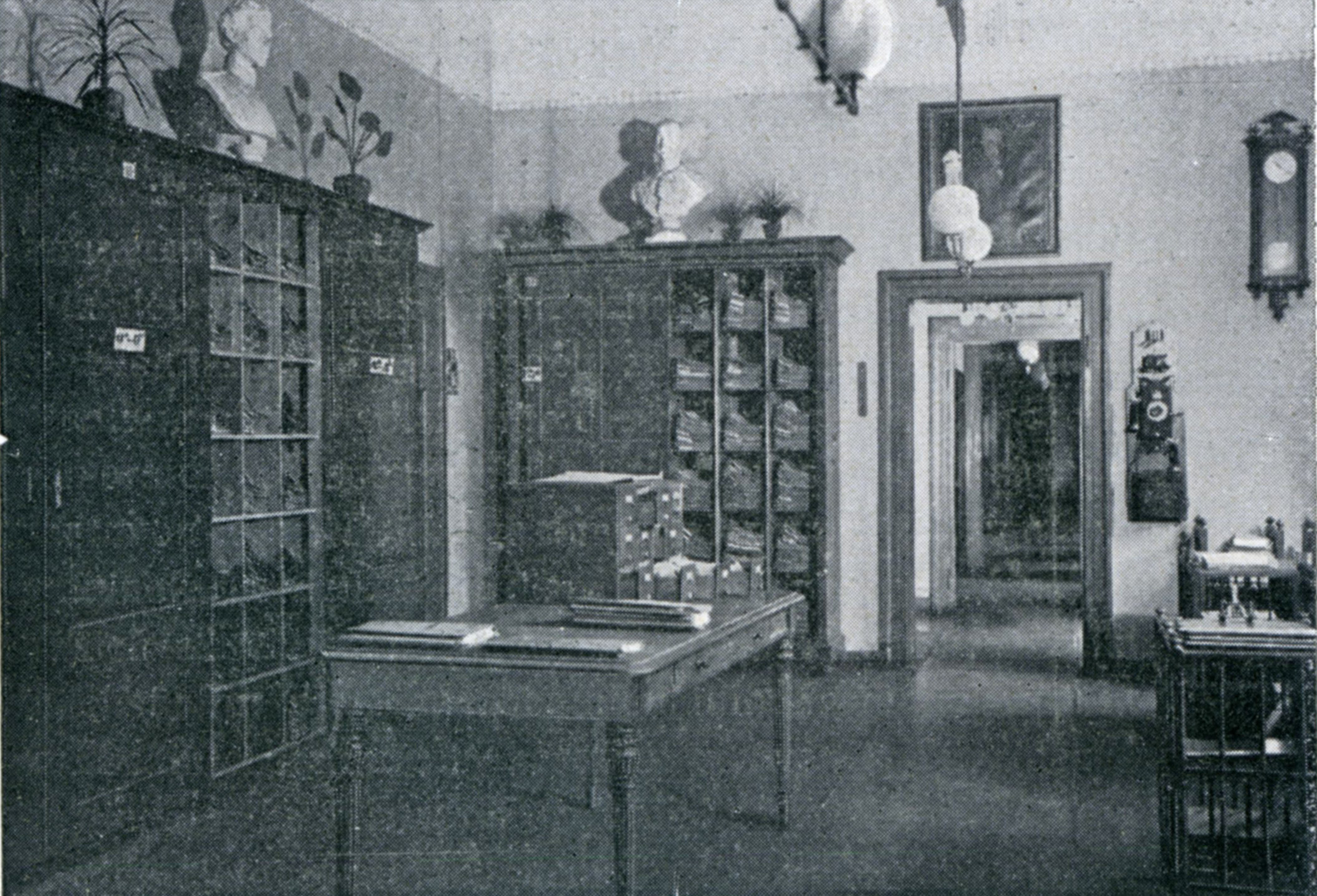
Geheime Registratur des Verkehrsministeriums München, vor 1911

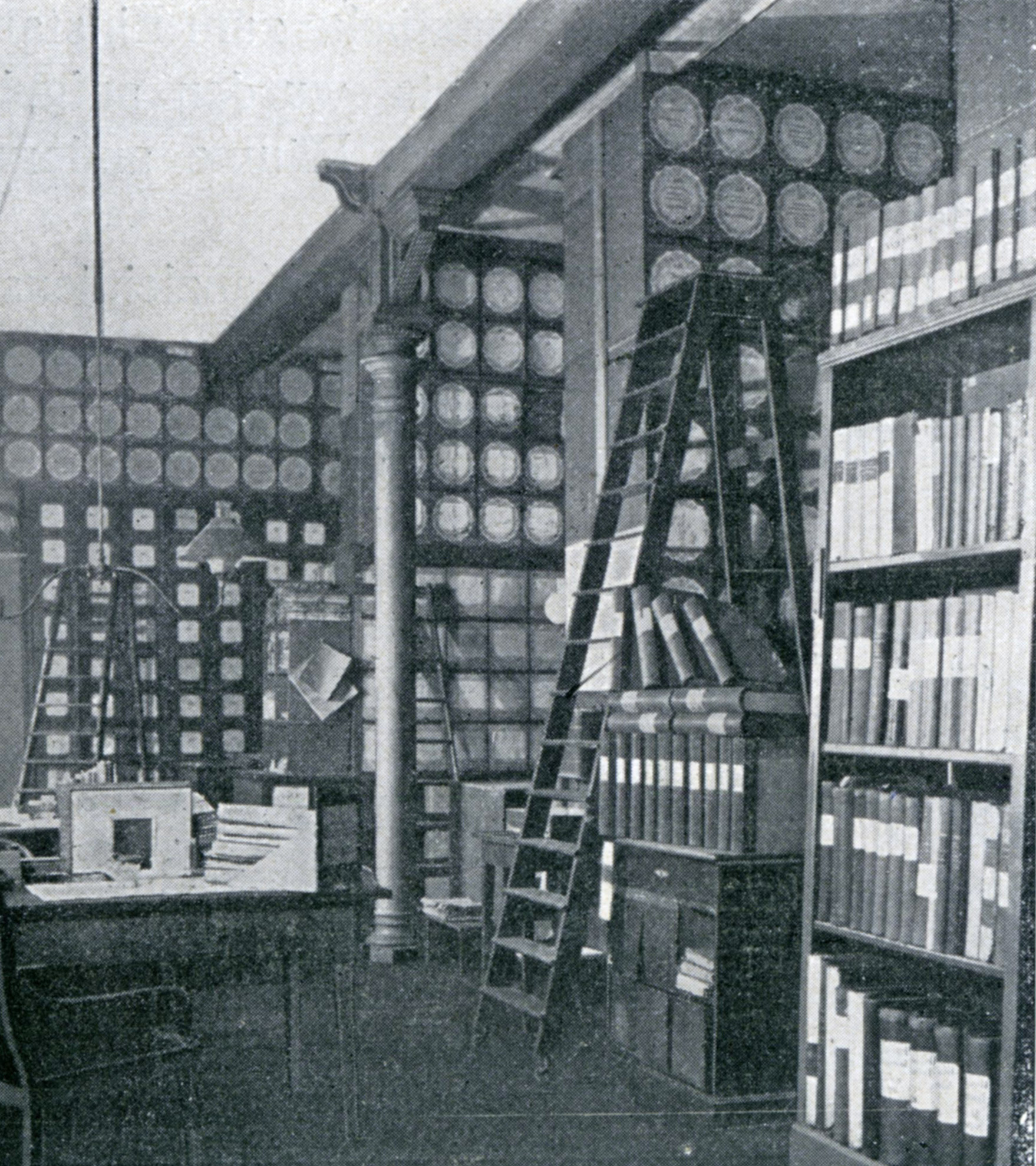
Registratur in der Generaldirektion der Königlich Bayerischen Staatseisenbahnen, vor 1907

Die Registratur ist die mit der Schriftgutverwaltung besonders beauftragte Stelle. Man unterscheidet
- die Zentralregistratur mit Zuständigkeit für eine ganze Behörde, Institution u. Ä. (Registraturbildner) und
- die Abteilungsregistratur mit entsprechend eingeschränkter Zuständigkeit.

Anstelle einer Registratur wird häufig funktionsgleich eine sogenannte Sachbearbeiterablage oder eine elektronische Schriftgutverwaltung benutzt.
Der Begriff „Registratur“ stammt aus der Zeit vor der Büroreform, als die Bedeutung der Registratur im Geschäftsgang noch wesentlich größer war, und spielt auf die Registrierung einzelner (Papier-)Schriftstücke im Geschäftstagebuch an.

## Funktionen
Neben der Aufbewahrung der Schriftgutbehälter sind der Registratur und ihren Alternativen gleichermaßen unter anderem die folgenden Aufgaben zu eigen:
- zweckmäßige Aktenbildung in Absprache mit den zuständigen Sachbearbeitern
- Vergabe von Aktentiteln, Aktenzeichen nach Aktenplan (Registraturplan) und -nummer
- Führung des Aktenverzeichnisses
- Ablage von Schriftstücken in der entsprechenden Akte, bedarfsweise Entnahme zur Bearbeitung
- gegebenenfalls Führung des Inhaltsverzeichnisses der Akte
- in Einzelfällen Registrierung von Schriftstücken
- Führung von Termin- und Wiedervorlagelisten und rechtzeitige Bereitstellung der Akten
- Überwachung der Aufbewahrungsfristen usw.
- Bearbeitung der Abgabe von Akten an Reponie (Altregistratur) und Archiv

Als Altregistratur bezeichnet man einen Teil des Schriftgutes, dessen Bearbeitung abgeschlossen ist und dessen Aufbewahrungsfrist mit dem Abschluss der Bearbeitung begonnen hat.
Akten von Behörden müssen in der Regel nach Ablauf der Aufbewahrungsfrist dem zuständigen Archiv angeboten werden (Archivpflicht). Diese Abgabe erfolgt zum Teil schon früher an ein Zwischenarchiv (USA: record center), das für die Behörden des Bundes in Sankt Augustin bei Bonn und in Dahlwitz-Hoppegarten bei Berlin eingerichtet wurde und das die Funktion einer Altregistratur übernimmt.
ISO-DIN 15489-1/-2 Information und Dokumentation – Schriftgutverwaltung bietet als internationaler Standard Leitlinien zur Verwaltung von Schriftgut öffentlicher und privater Organisationen. Auf europäischer Ebene wurde mit MoReq (Model Requirements) ein Standard für die elektronische Ablageverwaltung (Records Management) geschaffen.
Die Registratur einer Behörde bildet die Grundlage für das Verwaltungshandeln und ist daher ein grundlegendes Element ihres Wissensmanagement. In Deutschland stellt im Bereich der öffentlichen Verwaltung das DOMEA-Konzept die fachlichen und funktionalen Grundlagen für das Dokumentenmanagement und die elektronische Archivierung dar.

## Praxis
- Ziehen bedeutet eine Akte aus der Registratur zu nehmen.
- Stecken, auch Reponieren (von lat. reponere; re = zurück, wieder, ponere = setzen, stellen, legen), bedeutet, dass eine Akte in die Registratur eingeordnet wird.